# Ponte 4 de Abril

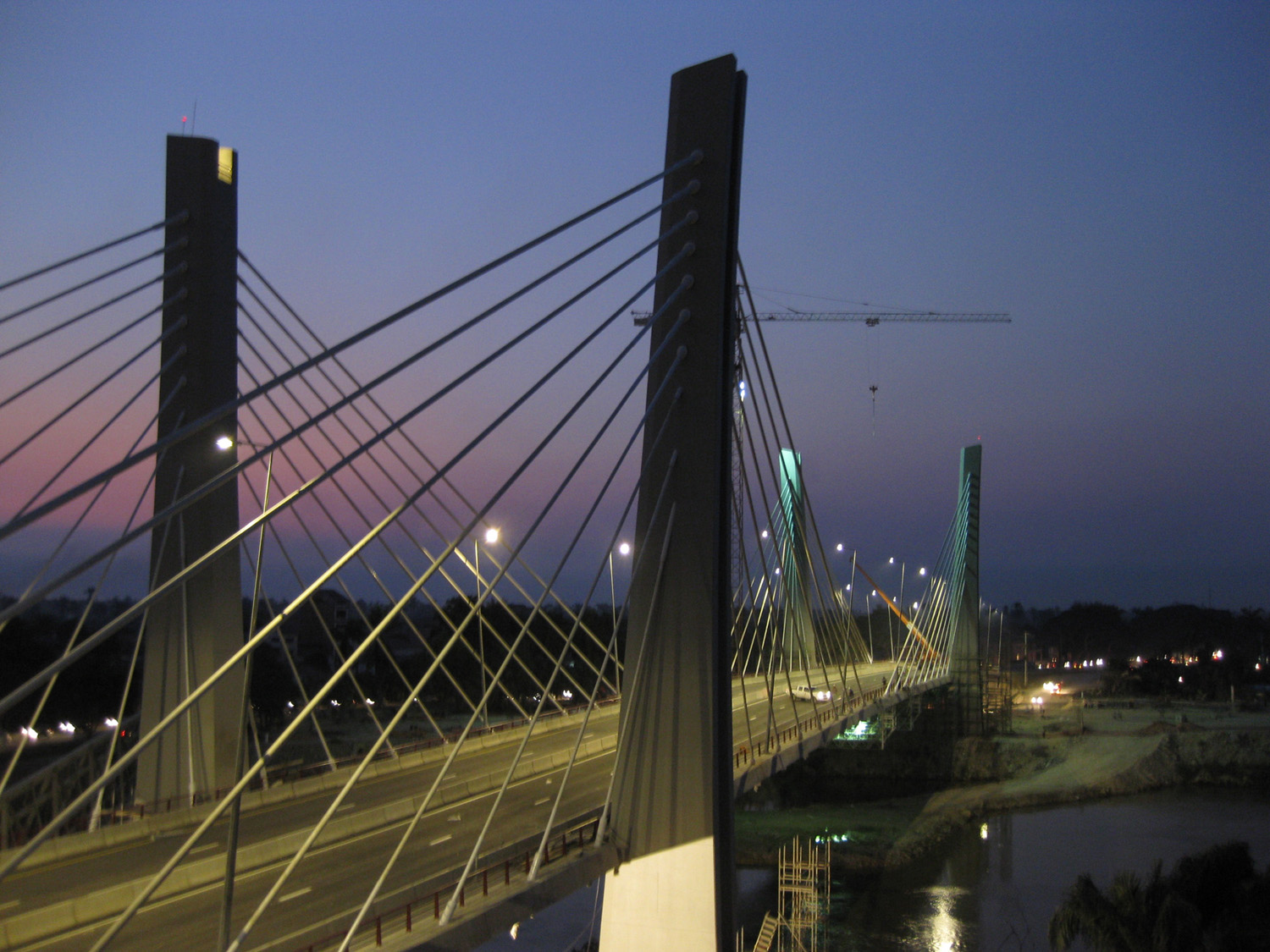
Vista noturna da Ponte da Catumbela

Ponte da Catumbela, oficialmente conhecida por Ponte 4 de Abril é a nova ponte sobre o rio Catumbela, localizada no município da Catumbela, província de Benguela em Angola.Foi inaugurada em 10 de setembro de 2009 pelo Presidente da República de Angola, José Eduardo dos Santos, e é esta que liga os municípios de Benguela e Lobito, além de outras províncias do país.

## História
O projeto da construção da Ponte 4 de Abril teve como autores os engenheiros Armando  Rito e Pedro Cabral, cuja construção teve início em Julho de 2007, por duas empresas, Soares da Costa e Mota-Engil, envolvendo trabalhadores angolanos e estrangeiros. A obra foi concluída em Julho de 2009 e exigiu um custo de 27 milhões de euros.

### Denominação
O nome 4 de Abril foi atribuído em  alusão à data dos acordos de paz ocorridas em 2002,  que deu fim à Guerra Civil Angolana.
Sua construção é considerada de grande importância, pois permite a ligação entre as províncias do norte, centro e sul do país, facilitando sobretudo o tráfego rodoviário entre os municípios de Benguela e Lobito. 

### Caraterísticas estruturais
A ponte é caraterizada por:
- Suspensão total;
- Um comprimento total de 438 metros;
- Vão principal de 160 m;
- Vãos laterais de 64 m cada;
- Largura de 24,5 m;
- Torres em forma de U, com 50 m cada;
- Dois viadutos de acesso;
- Plataforma sobre o rio com 170 metros;
- Duas faixas de rodagem em cada direção;
- Dois passeios para passagem de peões.[3]